# Nabil Abidallah
Nabil Abidallah (* 5. August 1982 in Amsterdam) ist ein ehemaliger niederländischer Fußballspieler. Als Flügelspieler und hoffnungsvolles Talent aus der Jugendakademie von Ajax Amsterdam ging er im Jahr 2000 nach England zu Ipswich Town in die Premier League. Dort konnte er sich jedoch bis 2004 sportlich nicht durchsetzen und kam nach seinem Abschied nur noch im Amateurfußball zum Zug.

## Sportlicher Werdegang

### Vereinsstationen
Abidallah, dessen familiäre Wurzeln in Marokko liegen, wurde im niederländischen Amsterdam geboren und durchlief die renommierte Fußballschmiede von Ajax. Von dort zog es ihn, der bereits seit 1996 in niederländischen Juniorenauswahlmannschaft gestanden hatte, zum englischen Erstligisten Ipswich Town. Empfohlen worden war er von dem dortigen Scout Romeo Zondervan, der ihn gemeinsam mit dem ebenfalls 1982 geborenen Teenager Guillermo Graavan in die englische Grafschaft Suffolk lotste. In der Spielzeit 2000/01 bestritt Abidallah am 24. Februar 2001 gegen den FC Everton (2:0) und am 4. März 2001 gegen Bradford City (3:1) zwei Kurzeinsätze in den Schlussminuten. Er wurde mit großen Vorschusslorbeeren versehen und dabei Vergleiche mit Kieron Dyer gezogen, aber trotz einiger Achtungserfolge in der Saison 2001/02, als er mit der Reservemannschaft die Südstaffel der Premier Reserve League gewann, blieb er im Verlauf der Spielzeit 2002/03 mit Ausnahme einer weiteren Einwechslung im FA Cup gegen den FC Morecambe (4:0) in der Profimannschaft unberücksichtigt. Als auch in der Saison 2003/04 eine einmonatige Leihstation beim Viertligisten Northampton Town zwischen Januar und Februar 2004 nicht den erhoffen Erfolg brachte – bei der 2:3-Heimniederlage gegen Colchester United in der Football League Trophy wurde er zur zweiten Halbzeit ein- und bereits in der 71. Minute wieder ausgewechselt –, endete er im Juni 2004 nach dem Vertragsende bei Ipswich ohne Beschäftigung.
Es ging anschließend für ihn nicht nur sportlich bergab. Während er in der Region für deutlich kleinere Amateurklubs wie Clacton Town und die Heybridge Swifts auflief, konnte er das von ihm ab August 2004 in Hadleigh gemietete Appartement ab Februar 2005 nicht mehr bezahlen und wurde aufgrund von Mietrückständen geräumt. Als er anschließend Habseligkeiten aus seinem alten Zuhause mitgenommen hatte, wurde er wegen Einbruchs angeklagt und im Jahr 2006 zu einer dreijährigen Bewährungsstrafe verurteilt. Zu dem Zeitpunkt war er bereits in die Niederlande zurückgekehrt und spielte auch dort niederklassig für den AFC Amsterdam. Ein Vorspielen beim Profiklub SC Heerenveen war nicht von Erfolg gekrönt. Zum Ende der Nullerjahre spielte er in den Jahren 2008 in Schweden in der Division 2 bei Fässbergs IF. Dazu kam ein weiteres Probetraining in Italien bei SEF Torres 1903, bevor sein weiterer fußballerischer Werdegang unklar blieb.

### Niederländische Auswahlmannschaften
In der zweiten Hälfte der 1990er-Jahre durchlief Abidallah ab der U15 sämtliche niederländische Auswahlmannschaften bis hinauf zur U19. Für die zuletzt genannte Auswahl bestritt er vier Partien in der Qualifikation für die Junioren-Europameisterschaft 2001, deren Endrunde letztlich aber verpasst wurde.